# Portret fantezist

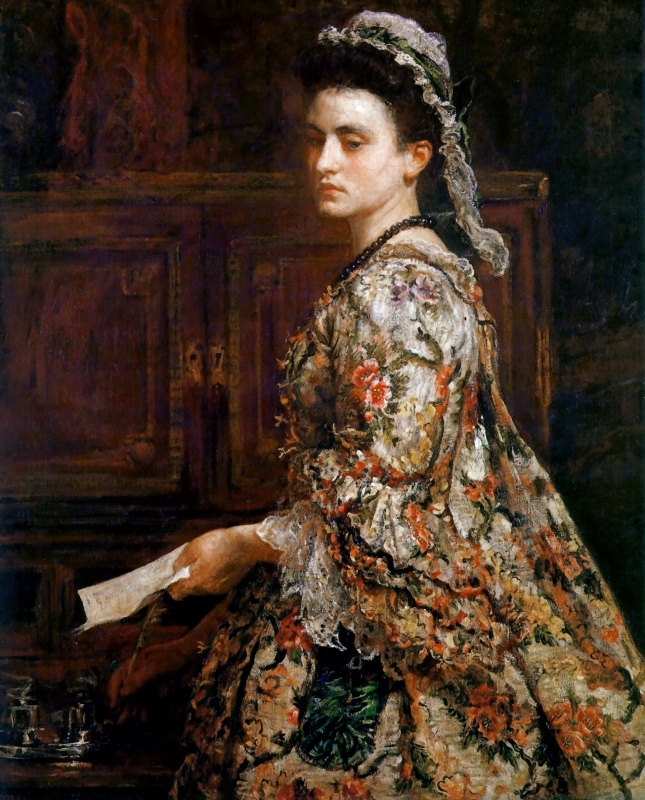
Vanessa, de Millais, 1868, Sudley House, Liverpool, un portret fantezist Esther Vanhomrigh

Un portret fantezist este un portret al unui personaj real sau literar care are forma unui portret convențional, dar este definit de faptul că descrierea personajului derivă mai degrabă din imaginația artistului decât din orice înregistrare autentică a aspectului persoanei. În traducerea Dictionnaire philosophique a lui J. Hunt și H. Hunt, Voltaire descrie portretul fantezist ca fiind „un portret care nu a fost realizat după nici un model”.
Deși portretele create din imaginația personajelor istorice au existat încă din antichitate, termenul a intrat în uz în secolul al XIX-lea, când „portretele” personajelor literare au devenit populare și au fost reproduse pe scară largă sub formă de gravuri. De asemenea, a fost utilizată în mod obișnuit la personaje umoristice și mai târziu la fotografii în care subiecții adoptă personaje imaginare.